# Egy botrány részletei (film, 2023)
Az Egy botrány részletei (eredeti cím: May December) 2023-as amerikai filmvígjáték-dráma, amelyet Todd Haynes rendezett. A forgatókönyvet Samy Burch írta, Burch és Alex Mechanik története alapján. A főbb szerepekben Natalie Portman, Julianne Moore és Charles Melton látható.
A filmet a 76. Cannes-i fesztiválon mutatták be 2023. május 20-án, ahol a Netflix megszerezte az észak-amerikai forgalmazási jogokat. Amerikában 2023. november 17-én került a mozikba, majd 2023. december 1-jén jelent meg a Netflixen. Magyarországon a HBO Max mutatta be 2024. augusztus 16-án.

## Cselekmény
Elizabeth Berry színésznő a georgiai Savannahba utazik. Ott él Gracie Atherton-Yoo, akit Elizabeth egy új független filmben fog alakítani. Gracie 23 évvel ezelőtt kezdett kapcsolatot az akkor még csak 13 éves Joe-val, ami után börtönbe került, és botrányt okozott. Elizabeth éppen egy családi grillpartira érkezik, ahol Gracie gyermekeivel is találkozik: Mary és Charly most érettségizik, és még mindig otthon laknak. A család eleinte nehezen barátkozik meg Elizabeth-tel, hiszen a lány idegennek tűnik.
Az epizódban Elizabeth több emberrel is találkozik Gracie életéből: Először is az első férjével, Tommal, aki a középiskolai szerelméről beszél, és teljesen távolságtartónak tűnik. Azt a benyomást kelti, hogy megbékélt a helyzettel. Gracie-t nem hatja meg ez a látogatás, és úgy érzi, nyomozás folyik utána. Gracie akkori ügyvédje beszámol Gracie letartóztatásáról, és arról, szerinte Gracie még mindig nem értette meg igazán a tettét. Azt is bevallja a pletykák útján, hogy a város megpróbálja lekötni Gracie-t, és figyelmet fordítani rá. Ebben a pillanatban csatlakozik hozzájuk Georgie, aki az étteremben lép fel a zenekarával. Ő Gracie első fia, és egy osztályba járt Joe-val. Félelmetes benyomást kelt, de tagadja Elizabethnek, hogy bármilyen trauma érte volna.
Elizabeth hamarosan ellátogat az állatkereskedésbe, ahol Gracie és Joe közel kerültek egymáshoz, és ahol letartóztatták. A tulajdonos körbevezeti Elizabeth-et, majd magára hagyja a boltban, ahol a lány fizikálisan elképzeli a szexjelenetet. Visszatérve Gracie házába, süteményt süt vele, és együtt megy vele a fürdőszobába. Ott Gracie az ő képmására sminkel, és a két nő egymás szemébe néz a tükörben. Másnap Joe felveszi idősebb nővérét, Honor-t a repülőtéren, aki egyértelműen távolságtartóan viselkedik Gracie-vel szemben. A nap folyamán Joe rágyújt egy jointra a fiával, Charlie-val, aminek hatására eleinte elragadtatottan, majd könnyes szemmel nézi az életét. Gracie félbeszakítja a beszélgetést, mielőtt még többet mondhatna.
Az ikrek ballagásának megünneplésére a család elviszi Elizabethet egy étterembe, ahol találkoznak a volt férj családjával és annak gyermekeivel, akik ridegen üdvözlik egymást, és más sarkot keresnek. Este Joe hazaviszi Elizabeth-et, és csatlakozik hozzá a szobájában. Korábban már filmeket nézett Elizabeth-ről, és alaposan szemügyre vette. Most átnyújt egy levelet, amelyet Gracie küldött neki „kapcsolatuk” kezdetén. Elizabeth csókolózni kezd vele, és a padlón szeretkeznek. Amikor Elizabeth megemlíti, hogy az ilyen viselkedés normális a felnőttek között, a férfi sietve elhagyja a házat. Visszatérve Gracie-hez, beszélni akar vele, és tétován kérdezgetni kezdi, vajon tényleg önként vállalt volna-e vele kapcsolatot gyerekként. Gracie ekkor dühös lesz, és azzal vádolja a férfit, hogy elcsábította őt, és ő a hibás a kapcsolatért.
Másnap van a diplomaosztó ünnepség, ahol Gracie szurkol a gyerekeinek, míg Joe könnyes szemmel áll a pálya szélén, és szintén boldog. Az ünnepség után Elizabeth és Gracie a játéktér közepén találkoznak, mindketten ugyanabban a ruhában. Gracie elárulja, Georgie még mindennap találkozik vele, és elmondta neki az Elizabeth-tel folytatott beszélgetését is. A következő felvételen Elizabeth Gracie akcentusával és habitusával a kamerába mondja a levél tartalmát, amely Gracie mély érzéseit tartalmazza, és ismét Joe-t hibáztatja. Végül egy filmstúdió és Elizabeth látható egy fiúval együtt egy olyan környezetben, amely az állatkereskedés raktárhelyiségére hasonlít. A jelenet többször megismétlődik, amíg Elizabeth-nek meg nem tetszik.

## Szereplők
| Szerep               | Színész            | Magyar hang         |
| -------------------- | ------------------ | ------------------- |
| Elizabeth Berry      | Natalie Portman    | Zsigmond Tamara     |
| Gracie Atherton-Yoo  | Julianne Moore     | Spilák Klára        |
| Joe Yoo              | Charles Melton     | Lengyel Benjámin    |
| Georgie              | Cory Michael Smith | Csémy Balázs        |
| Mary Atherton-Yoo    | Elizabeth Yu       | Engel-Iván Lili     |
| Charlie Atherton-Yoo | Gabriel Chung      | Katona Péter Dániel |
| Honor Atherton-Yoo   | Piper Curda        | Kanyó Kata          |
| Tom Atherton         | D. W. Moffett      | Gyabronka József    |
| Morris Sperber       | Lawrence Arancio   | Rubold Ödön         |

### Magyar változat
- Magyar szöveg: Laki Mihály
- Hangmérnök: Policza Imre
- Vágó: Kránitz Bence
- Gyártásvezető: Újréti Zsuzsa
- Szinkronrendező: Aprics László
- Produkciós vezető: Kálmán-Marjay Szabina

A szinkront a Iyuno Hungary készítette el.

## A film készítése
Samy Burch forgatókönyvíró a férjével, Alex Mechanikkal közösen készítette el a forgatókönyvet, és 2019. Emlékezet napján fejezték be a munkát. Jessica Elbaum producer a forgatókönyv elolvasása után került a stábba. 2021 júniusában jelentették be, hogy Natalie Portman és Julianne Moore szerepet kapott a filmben. Portman Todd Haynest szerződtette a rendezőnek. 2022 szeptemberében Charles Melton csatlakozott a szereposztáshoz. 2023 januárjában Piper Curda, Elizabeth Yu és Gabriel Chung csatlakozott a szereplőgárdához.
A forgatásra a Georgia állambeli Savannahban került sor, és 23 nap után, 2022 novemberében fejeződött be. Haynes régi munkatársa, Edward Lachman lett volna eredetileg az operatőr, de Christopher Blauvelt helyettesítette, miután megsérült a dereka. A Savannah-ban játszódó történet eredetileg a Maine állambeli Camdenben játszódott volna.